# Mona Keijzer
Maria Cornelia Gezina (Mona) Keijzer (ur. 9 października 1968 w Edamie) – holenderska polityk i urzędnik samorządowy, parlamentarzystka, od 2024 wicepremier oraz minister mieszkalnictwa i zagospodarowania przestrzennego.

## Życiorys
W 1992 ukończyła administrację publiczną na Uniwersytecie Amsterdamskim. Pracowała jako urzędniczka w gminie Waterland, a także jako prawniczka w inspekcji ochrony środowiska w Geldrii oraz w departamencie środowiska miasta Almere. W 1991 wstąpiła do Apelu Chrześcijańsko-Demokratycznego (CDA). W latach 1994–2002 była radną w Waterland, w latach 1998–2005 wchodziła w skład zarządu gminy jako wethouder odpowiedzialny m.in. za kulturę, edukację, mieszkalnictwo i ochronę środowiska. Od 2006 do 2012 była członkinią zarządu miasta Purmerend, zajmując się opieką społeczną oraz zdrowotną, sprawami dzieci i sportu.
Przed wyborami w 2012 ubiegała się o pozycję lidera listy wyborczej CDA. Otrzymała 26% głosów w partyjnych prawyborach, zajmując drugie miejsce za Sybrandem van Haersma Buma. Wystartowała wówczas z tego miejsca do Tweede Kamer, uzyskując mandat poselski. Utrzymywała go również w kolejnych wyborach w 2017 i 2021.
W październiku 2017 została sekretarzem stanu do spraw konsumentów, małej i średniej przedsiębiorczości, telekomunikacji i poczty w trzecim rządzie Marka Rutte. W 2020 ponownie ubiegała się o przywództwo w partii, przegrywając w wewnętrznym głosowaniu. We wrześniu 2021, po krytyce polityki dotyczącej tzw. paszportu covidowego, została odwołana ze stanowiska rządowego. W tym samym miesiącu zrezygnowała również z mandatu poselskiego.
W 2023 zrezygnowała z członkostwa w CDA. Związała się następnie z ugrupowaniem BoerBurgerBeweging, które ogłosiło ją swoją kandydatką na premiera w wyborach w 2023, w wyniku których ponownie uzyskała mandat posłanki do Tweede Kamer.
W lipcu 2024 objęła urzędy wicepremiera oraz ministra mieszkalnictwa i zagospodarowania przestrzennego w nowo powołanym rządzie Dicka Schoofa. W czerwcu 2025 powierzono jej dodatkowe obowiązki z zakresu polityki azylowej i migracji; zaczęła wówczas używać tytułu ministra ds. polityki azylowej i migracji.